# Gjon Buzuku

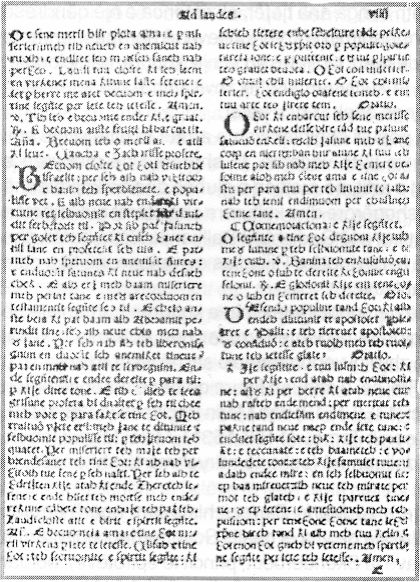
Strona z Mszału Gjona Buzuku, 1555

Gjon Buzuku (zm. 1577) – duchowny albański, autor pierwszej książki wydanej w języku albańskim – tłumaczenia łacińskiego mszału katolickiego na dialekt gegijski języka albańskiego – Meshari. 

## Życiorys
Nie zachowało się wiele informacji świadczących o jego życiu i działalności. Większość szczegółów jest znana tylko dzięki kolofonowi z księgi Meshari – tłumaczenia łacińskiego mszału katolickiego na dialekt gegijski (północny) języka albańskiego, którego jest autorem. Według kolofonu, Buzuku pisał tłumaczenie od 22 marca 1554 roku do 5 stycznia 1555 roku. Księga ma 188 stron tekstu, przy czym brakuje strony tytułowej i pierwszych 16 stron, dlatego też nie wiadomo dokładnie, kiedy i gdzie mszał został wydany. Jedyny zachowany do dziś egzemplarz księgi, odkrył przypadkiem w 1740 roku albański arcybiskup Skopja Gjon Nikollë Kazazi. Pierwsze kompletne wydanie księgi w opracowaniu Namika Ressuliego miało miejsce w 1958 roku, kolejne w 1968 roku w opracowaniu Eqrema Çabeja.  
Buzuku żył w XVI w., pochodził z północnej Albanii, najprawdopodobniej mieszkał i działał w Wenecji lub w jej okolicach. Analiza dialektu gegijskiego w Meshari wykazała, że autor wywodził się z rodziny, która musiała pochodzić z zachodniego brzegu Jeziora Szkoderskiego.